# Аристотель біля погруддя Гомера
 Аристотель біля погруддя Гомера — відомий твір художника 17 століття Рембрандта пізнього періоду творчості. Зберігається в Метрополітен-музеї.

## Замова з Сицилії
У 1652 році Рембрандт, не виїжджаючи до Італії, отримав замову на створення картини з умовною назвою — «Філософ». Через свого агента в Амстердамі замовник — аристократ з Сицилії Антоніо Руффо додав 500 флоринів, залишивши на розсуд художника якого саме філософа треба зобразити.
Антоніо Руффо (1610–1678) був у Римі і бачив там офорти Рембрандта, що справили на прихильника мистецтва добре враження. Про художника він міг також дізнатися і від голландців, що працювали в Римі та Італії в цей час. Серед тих, хто перебрався в Італію та працював там постійно, був і Матіас Стомер. Можливо, він і спряв розповсюдженню слави Рембрандта в Італії, де Рембрандт ніколи не був. Він став своєрідним винятком серед великих майстрівГолландії 17 ст, що не удосконалювали свою майстерність під час подорожі до Італії, як це робили ще майстри нідерландського маньєризму у 16 столітті.
Картина вдало прибула в місто Мессіна морем, незважаючи на піратів і морські грабежі. Антоніо Руффо стане також власником ще двох картин Рембрандта — «Олександр Македонський» (полотно загинуло) та картини «Гомер» (датоване 1663 роком, Мауріцхейс).

## Назва
Враховуючи історичні дані, невідомого філософа почали пов'язувати з Аристотелем, адже саме він три роки був вихователем Олександра Македонського, умовний портрет якого Рембрандт теж виконав для Антоніо Руффо.
На полотні Рембрандта — літня людина в умовно історичному одязі стоїть біля погруддя Гомера. А якесь погруддя давньогрецького поета віднайдено в опису майна художника, коли той збанкрутів і майно якого описали перед продажем з аукціону.

## Провенанс
Родина князів Руффо володіла картиною до кінця 18 ст. У 1810 році полотно продали на аукціоні Крісті. Полотно тоді мало назву «Скульптор біля погруддя».
В 19 ст. володарями картини були лорди Браунлоу. У 1961 році картину придбав музей Метрополітен за 2.300.000 доларів. Сума, виплачена за одне полотно, була на той час астрономічно великою і стала сенсацією. Очільники музею організували масштабну виставку заради виправдання перед громадськістю у витраті такої купи грошей.